# Курсай (Жанібецький район)
Курса́й (каз. Құрсай) — село у складі Жанібецького району Західноказахстанської області Казахстану. Входить до складу Куйгенкольського сільського округу.
Населення — 76 осіб (2021; 111 у 2009, 170 у 1999, 241 у 1989).